# Eubranchus inabai
Eubranchus inabai is een slakkensoort uit de familie van de Eubranchidae. De wetenschappelijke naam van de soort is voor het eerst geldig gepubliceerd in 1964 door Baba.